# 6465 Zvezdotchet
A 6465 Zvezdotchet (ideiglenes jelöléssel 1995 EP) a Naprendszer kisbolygóövében található aszteroida. T. V. Kryachko fedezte fel 1995. március 3-án.